# فرانشيسكا زايدل
فرانشيسكا زايدل (بالألمانية: Franziska Seidl) (و. 1892 – 1983 م) هي فيزيائية، وأستاذة جامعية من النمسا . ولدت في فيينا.
توفيت في فيينا، عن عمر يناهز 91 عاماً.

## التعليم
تعلمت في جامعة فيينا

## مناصب وهيئات
أدارت جامعة فيينا.